# Kingdom Of Desire World Tour
Kingdom Of Desire World Tour fue una gira musical de la banda de rock estadounidense, Toto. Inició en septiembre de 1992 y terminó en junio de 1993

## Lista de canciones
1. Gypsy Train
2. Never Enough
3. Child's Anthem
4. I'll Supply the Love
5. Hydra
6. I'll Be over you
7. How Many Times
8. Home Of The Brave
9. Solo de teclados
10. Georgy Porgy
11. 99
12. If It´s The Last Night
13. Angela
14. I Won't Hold You Back
15. Don't Stop Me Now
16. Africa
17. Solo de percusión
18. Solo de guitarra
19. Kingdom Of Desire
20. Jake To The Bone
21. Solo de batería
22. Angel Don't Cry
23. Don't Chain My Heart
24. Stop Loving you
25. Rosanna
26. Hold the Line/Presentación de la banda
27. With A Little Help From My Friends (Cover a The Beatles y tributo a Jeff Porcaro)

## Conciertos

### Primera manga
- 26. Sep 92 UK MANCHESTER Apollo
- 27. Sep 92 UK LONDON Brixton Academy
- 29. Sep 92 NL ARNHEM Rijnhal
- 30. Sep 92 DE HANNOVER Musichalle
- 02. Oct 92 DE DÜSSELDORF Phillipshalle
- 03. Oct 92 NL ROTTERDAM Ahoy
- 04. Oct 92 NL ROTTERDAM Ahoy
- 06. Oct 92 FR ROUBAIX Colisee
- 07. Oct 92 FR PARIS Bercy
- 09. Oct 92 SE STOCKHOLM Globen
- 10. Oct 92 SE GOTHENBURG Scandinavium
- 12. Oct 92 FD HELSINKI Ishallen
- 14. Oct 92 NW OSLO Spektrum
- 15. Oct 92 DK COPENHAGEN Forum
- 17. Oct 92 DE HAMBURG Sporthalle
- 18. Oct 92 DE FRANKFURT Festhalle
- 19. Oct 92 NL ROTTERDAM Ahoy
- 20. Oct 92 BE BRUXELLES Forest National
- 22. Oct 92 DE STUTTGART Böblingen Sporthalle
- 23. Oct 92 IT MILANO Palaseto
- 24. Oct 92 FR TOULON Zenith Omega
- 26. Oct 92 FR MONTPELLIER Zenith
- 27. Oct 92 FR TOULOUSE Palais Des Sports
- 29. Oct 92 FR MULHOUSE Palais Des Sports
- 30. Oct 92 CH ZÜRICH Hallenstadion
- 01. Nov 92 NL HEERENVEEN Thaif Ijss Std
- 02. Nov 92 NL DEN BOSCH De Maasport
- 03. Nov 92 NL DEN BOSCH De Maasport
- 07. Nov 92 JP TOKYO Shimbya Kokaido
- 09. Nov 92 JP TOKYO Budokan
- 10. Nov 92 JP NAGOYA Shi Kokaido
- 12. Nov 92 JP KYOTO Kaikan Dai-1
- 13. Nov 92 JP FUKUOKA Koseinenkin
- 15. Nov 92 JP OSAKA Koseinenkin
- 17. Nov 92 JP OSAKA Koseinenkin
- 18. Nov 92 JP YOKOHAMA Gym
- 20. Nov 92 ML MANILA Folk Arts Centre
- 21. Nov 92 ML MANILA Folk Arts Centre
- 23. Nov 92 TH BANGKOK MBK Hall
- 25. Nov 92 MY KUALA LUMPA Putra World Trade Centre
- 27. Nov 92 SP SINGAPORE Kallang National Stadium
- 29. Nov 92 IN JAKARTA Istora Stadium
- 01. Dec 92 AS MELBOURNE press @ TV tonight show
- 02. Dec 92 AS MELBOURNE Palace
- 04. Dec 92 AS SYDNEY Selinas
- 14. Dec 92 US LOS ANGELES Universal Amphitheate

### Segunda manga
- 22. May 93 PA ASCUNCION Leon Conway Arena
- 23. May 93 AG BUENOS AIRES TV show
- 25. May 93 CL SANTIAGO Estadio Chile
- 26. May 93 CL SANTIAGO Estadio Chile
- 28. May 93 AG BUENOS AIRES Estadio Obras
- 29. May 93 AG BUENOS AIRES Estadio Obras
- 30. May 93 AG BUENOS AIRES Estadio Obras
- 3. June 93 USA Austin, Texas Back Room
- 9. June 93 NY NEW YORK CITY The Electric Ballroom
- 11. June 93 PA PHILADELPHIA Chestnut Cabaret
- 12. June 93 MD  Baltimore
- 15. June 93 MI Roseville, The Ritz
- 16. June 93 IL CHICAGO Park West Theater

- Datos: Q5959852